# Каменная Балка (Вознесенский район)
Каменная Балка (укр. Кам'яна Балка) — село в Вознесенском районе Николаевской области Украины.
Основано в 1855 году. До революции принадлежало помещикам: Черевкову, Лубянскому-Игнатовичу,Козловской и Окснеру. Население по переписи 2001 года составляло 110 человек. Почтовый индекс — 56575. Телефонный код — 5134.

## Местный совет
56575, Николаевская обл., Вознесенский р-н, пос. Тимирязевка, ул. Мира, 16